# Catasigerpes mortuifolia
Catasigerpes mortuifolia är en bönsyrseart som beskrevs av Henri Saussure 1899. Catasigerpes mortuifolia ingår i släktet Catasigerpes och familjen Hymenopodidae. Inga underarter finns listade i Catalogue of Life.